# 従化区
従化区（じゅうかく）は中華人民共和国広東省広州市に位置する市轄区。2014年以前は従化市（県級市）であった。

## 地理
従化区は広州市東北部に位置し、東は竜門県及び増城区と、南は広州郊区と、西は清遠市及び花都区と、北は仏岡県及び新豊県と接する。
市域は統計113°17'から114°04'、北緯23°22'から23°56'に位置し、東西は約4.5キロメートル、南北は約8キロメートルである。
全市は半山区の地形である。東北は山地・丘陵、中南部は丘陵・谷地、西は丘陵・台地である。市内の最高点は良口の天堂頂、高さ1210メートル、従化区東部と竜門県の区分山である。最低点は太平村、高さ163メートル。市中心区の街口街道、高さ31メートル。市内には流渓河、琶江河と蓮麻河が流れ、年平均水量22.7億立方メートル。

## 気候
中国の気候区分による南亜熱帯季風気候であり、年間平均気温はセ氏19.5〜21.4度、最高月間平均気温はセ氏28.6〜29.3 度。
年間降水量は1800〜2200ミリメートルであり、日最高最低気温の記録はセ氏38.1度と零下セ氏7度である。
四季の特徴としては、春では春季の寒さと暖かさによる変化が多く、陰湿に雨も多くて、春のあらしがある；夏では晴れの時に気温高く、時々暴風雨がある；秋では爽やかで、少雨、干ばつと寒露時期の風に常遇；冬では晴れ多く、乾燥な気候で、霜害がよく出る。気象の災害は水害、干害、低温の冷害、大風と雹などがある。

## 歴史
『今県釈名』によれば1489年（弘治2年）に従化県が設置された。1994年3月26日に県級市（従化市）に昇格し、2014年1月25日に区制施行し、従化区となった。
悠久な歴史を持つ従化区から、発掘された文物は七八千年前の新石器もある。500年前県を設立した時から、広州府に属する。
明清の時代から、従化では多くの農民運動が興られ、封建統治に反抗した。
日中戦争期間では有名な粤北第一、二次会戦の主戦場となったことがある。

## 観光
従化区は山青水秀で綺麗な風光に恵まれ、山、水、森、果物、泉、湖などの豊富な観光資源がある。
文化観光スポットは10カ所以上あり、広裕祠、五岳殿等の7カ所は広東省或いは広州市重要文物保護スポットに指定されている。
流溪河国家森林公園には「第二廬山」の名とされた。広州揚水発電所リゾートは3A級の国家重要風景名勝区である。石門国家森林公園、流溪温泉リゾート、天湖滝、流溪香雪、仙沐園、三椏塘幽谷探険、銭岡古村等の名勝は国内外の多くの観光客で賑わっている。
市内には従化温泉、凱旋宮、碧水湾、文軒苑、逸泉山荘、温泉ゴルフ場等の高級ホテルもある。

## 行政区画
3街道、5鎮を管轄する：
- 街道
  - 街口街道、江埔街道、城郊街道
- 鎮
  - 温泉鎮、良口鎮、呂田鎮、太平鎮、鰲頭鎮